# Església de Santa Maria Magdalena de Rènnas
L'església de Santa Maria Magdalena és una església situada a la localitat de Rènnas, al departament francès d'Aude.

## Història
L'església dedicada a Maria Magdalena i que probablement data del segle XI, fou originàriament la capella dels comtes de Rasès. L'any 1185, l'església és esmentada en els inventaris de l'orde de Sant Joan de Jerusalem. Va ser parcialment destruïda durant les guerres de religió.

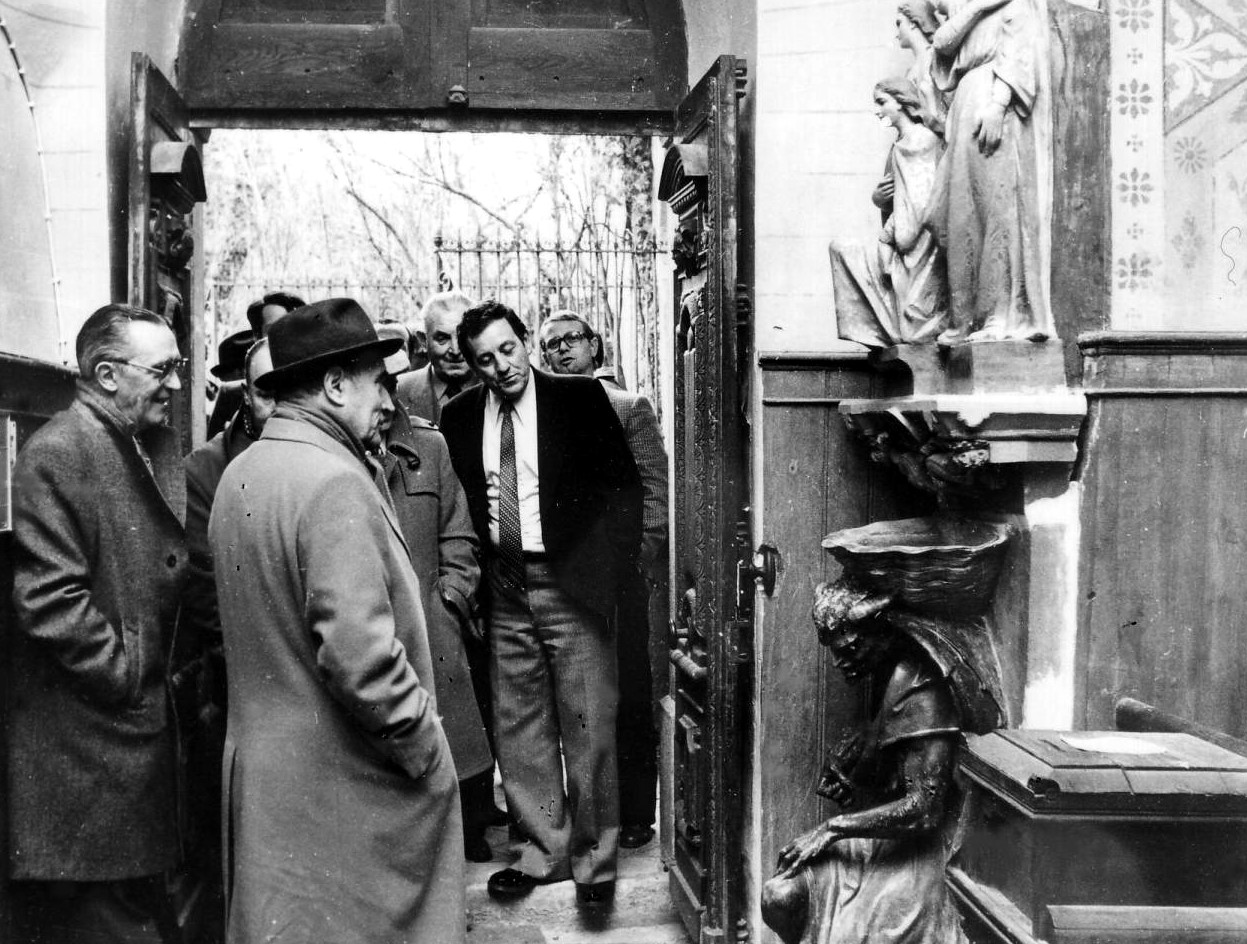
François Mitterrand davant de l'Asmodeu durant la campanya presidencial de 1981.

Enrunada al segle XIX, va ser objecte de grans restauracions promogudes pel seu rector Berenguièr Saunièra a partir de 1886. Segons la tradició Saunièra hi hauria descobert estranys pergamins, una tomba i un tresor. La decoració d'estil sulpicià i del mobiliari de l'església encara avui visible té el seu origen en aquestes restauracions del XIX.
L'edifici va ser catalogat com a monument històric l'any 1994.
El 23 d'abril de 2017, dia de la primera volta de les eleccions presidencials franceses, l'església va ser víctima d'un acte vandàlic per part d'una dona en referència a la guerra de Síria, on es trobava aleshores el seu marit; durant les quals la pica d'aigua beneïda, el dimoni alat i el baix relleu de l'altar van ser malmesos amb una destral.

## Descripció

### Exterior
Unes bandes llombardes puntegen l'absis i una litra funerària adorna l'exterior de l'església. El presbiteri és una ampliació de l'església, que engloba la façana.

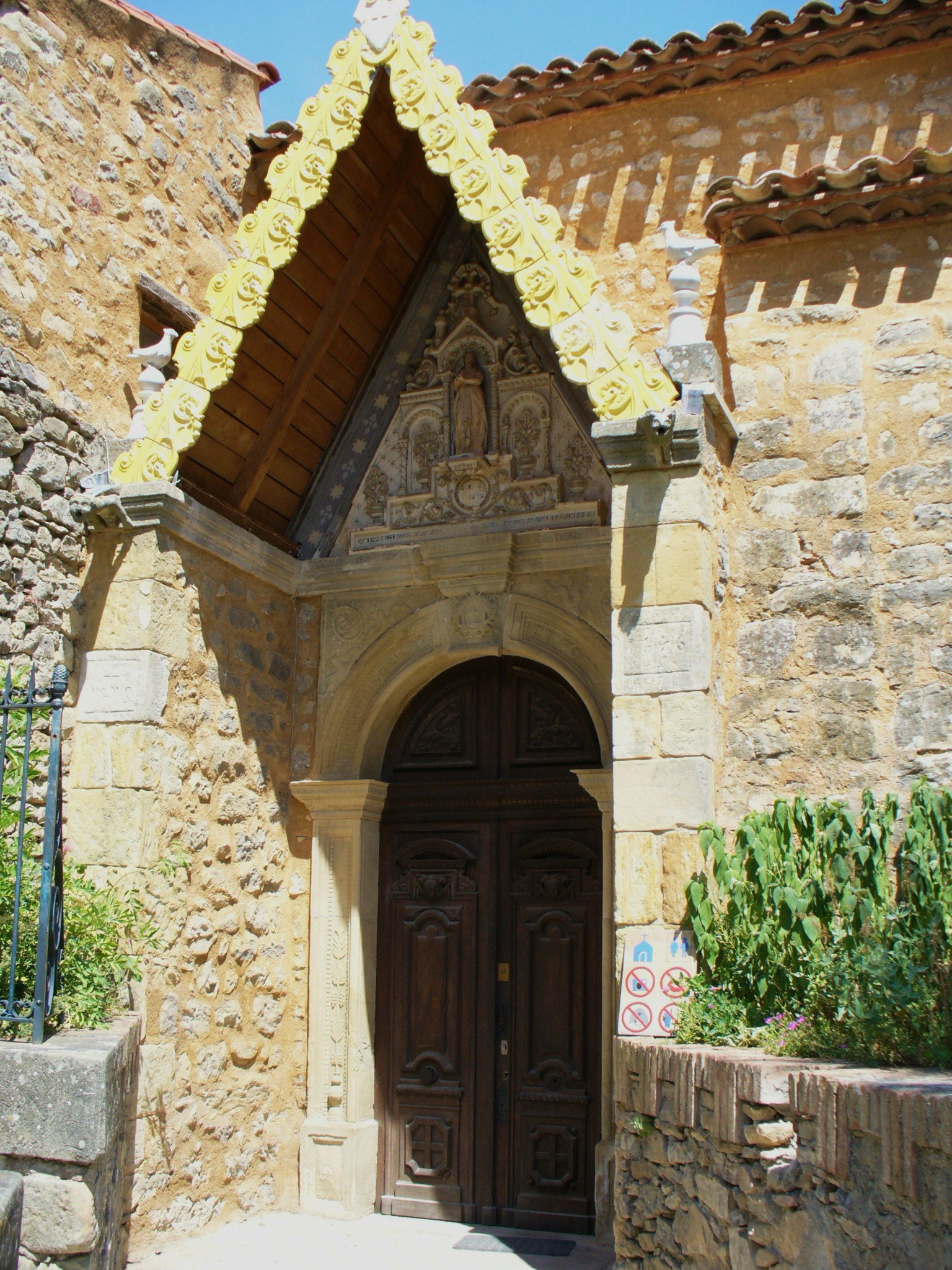
Entrada.

Al timpà del porxo de l'església, sobre la clau de volta que representa l'escut del papa Lleó XIII (acompanyat del seu lema Lumen in coelo, "llum al cel"), es pot llegir la inscripció en llatí, Terribilis est locus iste (“Terrible és aquest lloc”, cita del Gènesi, XXVIII, 17), seguida de l’explicació Domus mea domus orationis vocatibus (“La meva casa serà anomenada casa d’oració”, referència a Mateu, XXI, 13).
El frontó, cobert d'un triangle revestit de ceràmica groga que recorda les volutes, acull l'estàtua de Maria Magdalena que té una creu a les mans i està coronada per la inscripció In hoc signo vinces ("per aquest signe conquerireu"). Sota l'estàtua hi ha escrit REGNUM MUNDI ET OMNEN ORNATUM SOECULI CONTEMPSI PROPTER AMOREM DOMINI MEI JESU CHRISTI QUEM VIDI QUEM AMAVI IN QUEM CREDIDI QUEM DILEXI ("He menyspreat el regnat d'aquest món i tots els atractius d'aquest segle per "l'amor de el meu mestre Jesucrist, a qui he vist, a qui he estimat, en qui he cregut i a qui he escollit', frase extreta de l'Ofici de les Santes Dones al breviari en temps de l'abat Saunièra).

### Interior
A l'esquerra de l'entrada, hi ha el dimoni alat Asmodeu, guardià del llindar, sosté l'aigua en forma de petxina de vieira. A dalt, una base esculpida amb dos grius s'associa amb dues inscripcions, par ce signe tu le vaincras (“per aquest signe la conqueriràs”) i “BS”, i sosté quatre àngels fent el senyal de la creu. Aquest diable ha estat vandalitzat diverses vegades (ull buidat, decapitat).

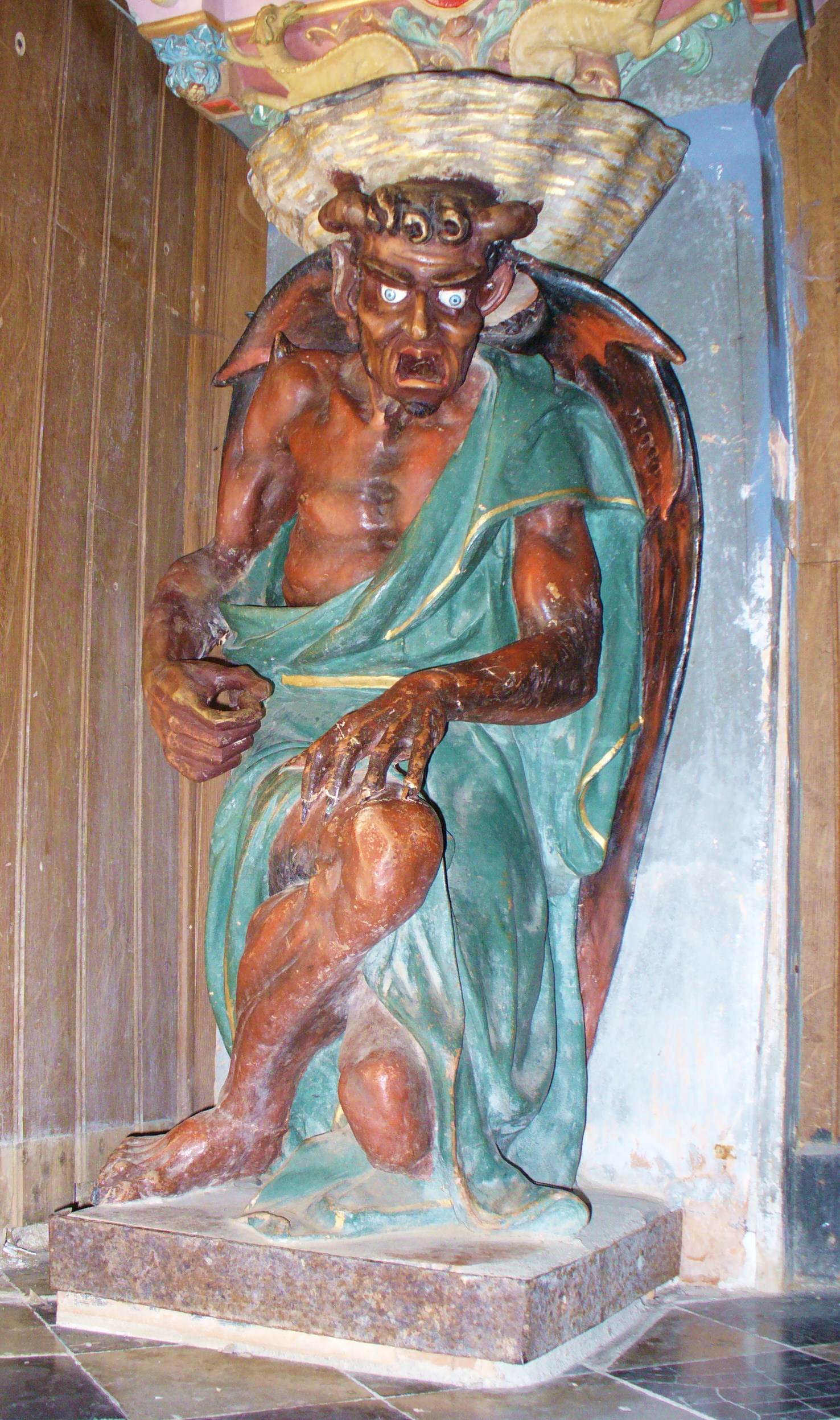
Asmodeu.

Les parets estan cobertes amb pintures en relleu d'estil popular. En aquesta església, l'abat hi va posar un terra en blanc i negre, que Gérard de Sède interpreta com un tauler d'escacs de seixanta-quatre caselles, orientat cap als punts cardinals. A l'interior també hi ha altres elements simbòlics com les Estacions de la Creu.
La part posterior de l'església, sobre el confessionari, està ocupada per un fresc sobre el qual hi ha esculpida una escultura anomenada "Mont de les benaurances" o "Crist a la muntanya florida", que representa un Crist en magestat amb un grup de figures que li rendeixen homenatge als seus peus.
Diverses estàtues enfrontades adornen la nau: Asmodeu i Sant Joan Baptista, Sant Roc i Santa Germana de Pibrac, Sant Antoni Ermità i Santa Maria Magdalena, Sant Antoni de Pàdua de cara al púlpit, aquest últim marcaria la ubicació de la " llosa de cavallers" descoberta per Saunièra. Les estàtues de Sant Josep i la Mare de Déu es troben a l'esquerra i a la dreta de l'altar d'estil romànic. L'absis està coronat per una volta blava decorada amb estrelles daurades. Els vitralls estan fets pel mestre vidrier Henri Feur.
Molts elements (pintures, estàtues) són interpretats pels cercadors de tresors com la representació simbòlica dels dotze amagatalls del tresor (Puèg de Bugarag, basílica de Nostra Senyora de Marcelha) i la pertinença de Saunièra a cercles ocultistes i rosacrucis o francmaçons.